# Stepán Shaumián
Stepán Georgevich Shaumián (en armeni: Ստեփան Շահումյան, en rus: Степан Георгиевич Шаумянi, Step’an Shahumyan; 1 d'octubre del 1878 – 20 de setembre del 1918) fou un revolucionari i polític bolxevic actiu en tot el Caucas. Era armeni i el seu paper com a dirigent de la Revolució Russa a la seua terra li va valer el malnom de "Lenin del Caucas", una referència al dirigent bolxevic Vladimir Lenin.
Fundador i editor de diaris i revistes, és més conegut com a cap de la Comuna de Bakú, un comité de vida curta nomenat per Lenin el març del 1918 amb la tasca de dirigir la revolució al Caucas i a Àsia occidental. El seu mandat com a dirigent de l'organització estigué marcat per molts problemes, incloent-hi la violència ètnica entre les poblacions armènia i àzeri de Bakú, intentant defensar la ciutat contra l'avanç de l'exèrcit turc i alhora difonent la causa de la revolució per tota l'àrea. Al contrari de molts altres bolxevics de l'època, preferia resoldre molts dels conflictes pacíficament, en comptes de fer-ho amb la força i el terror.
Era conegut per alguns malnoms, com "Suren", "Surenin" i "Ayaks". Quan la comuna de Bakú fou eliminada del poder el juliol del 1918, ell i els seus seguidors, coneguts com els 26 comissaris de Bakú deixaren la ciutat, fugint per la mar Càspia. Ell i la resta dels comissaris foren capturats i executats per les forces antibolxevics el 20 de setembre del 1918.

## Inici de vida

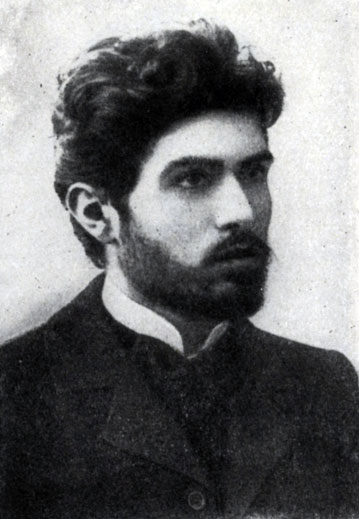
Shaumián en la seua joventut

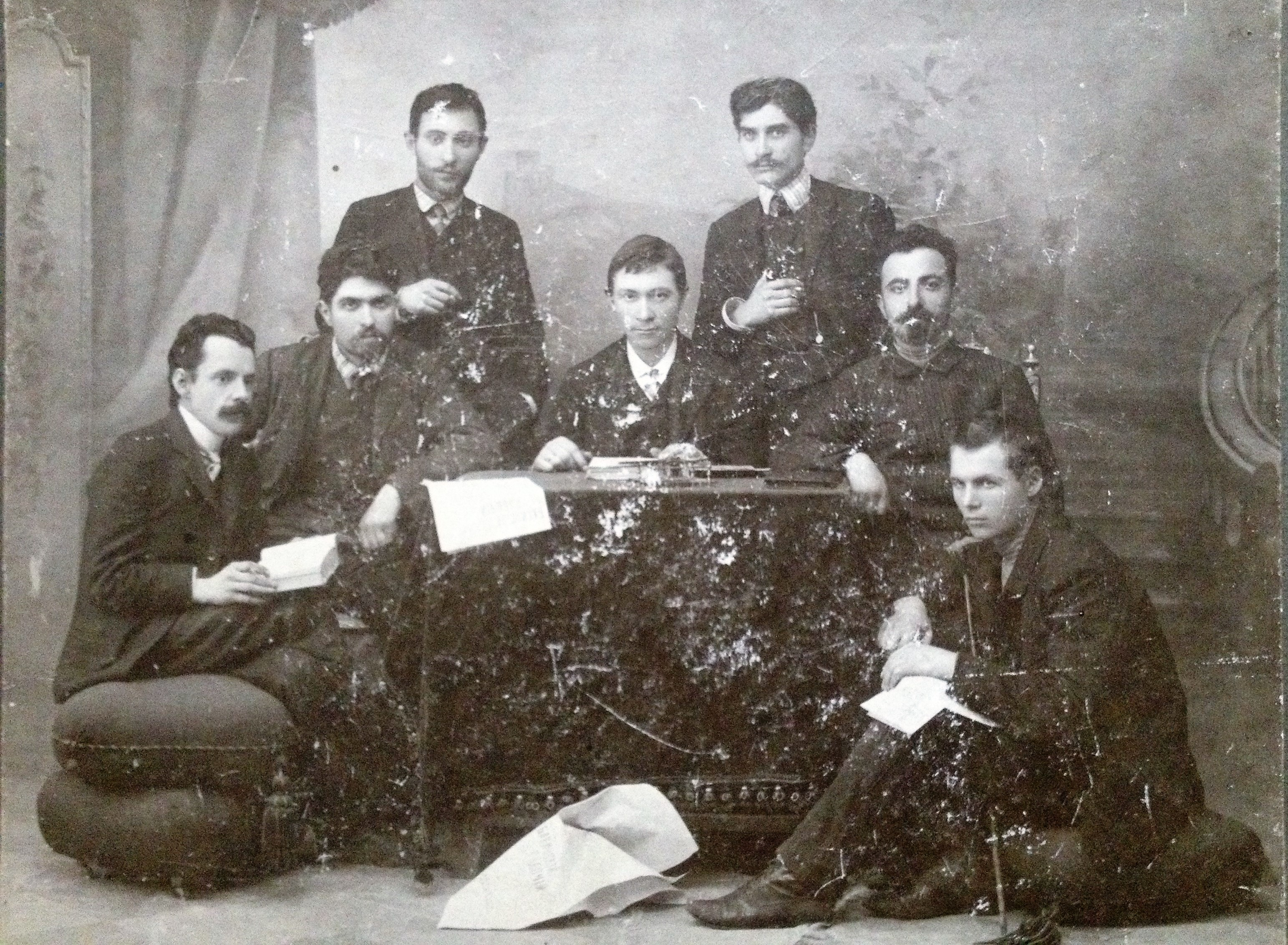
Shaumián, el segon a l'esquerra, i Dzhaparidze, primer a la dreta, el 1908

Stepán Georgevich Shaumián va nàixer a Tbilisi, Geòrgia, llavors dins l'Imperi rus, en una família de comerciants de teixits. Va estudiar a la Universitat Politècnica de Sant Petersburg i a la Universitat Tècnica de Riga, i va entrar en el Partit Social Demòcrata de Rússia el 1900. El 1905, es formà al departament de filosofia de la Universitat Humboldt de Berlín.

## Començament revolucionari
Va ser arrestat pel govern tsarista per haver participat en activitats polítiques estudiantils en el campus i fou exiliat a la Transcaucàsia. Se n'anà a Alemanya, on es va trobar amb exiliats de l'Imperi alemany com Lenin, Iuli Màrtov i Gueorgui Plekhànov. En retornar a la Transcaucàsia, treballà de professor i fou dirigent dels socialdemòcrates de Tbilisi, a més d'un prolífic escriptor marxista. En el II Congrés del Partit Obrer Socialdemòcrata Rus del 1903, va romandre del costat dels bolxevics. El 1907, es va canviar a Bakú per a dirigir el moviment bolxevic de la ciutat. El 1914, va organitzar una vaga general a la ciutat. La vaga es truncà per l'Exèrcit Imperial i Shaumián fou detingut i enviat a la presó. Va escapar en el començament de la Revolució de febrer de 1917. 

## La comunitat de Bakú

### Primers problemes
Després de la Revolució d'Octubre (centrada a Sant Petersburg/Petrograd i Moscou i, per tant, tingué poc d'efecte a Bakú), el nomenaren comissari extraordinari del Caucas i president del Consell del Comissariat del Poble de Bakú. El govern de la Comuna de Bakú era una aliança de bolxevics, socialistes revolucionaris d'esquerra, menxevics i daixnaks.

El març del 1918, els dirigents de la Comuna de Bakú van desarmar un grup de soldats d'Azerbaidjan, que havien a la ciutat vinguts de Lenkoran en un vaixell anomenat Evelina per a assistir al funeral de Mamed Taghiyev, fill del milionari Zeynalabdin Taghiyev. En resposta, una enorme multitud s'aplegà al pati d'una de les mesquites de Bakú i va exigir l'alliberament dels rifles confiscats pels soviets per la tripulació del vaixell. L'organització bolxevic azerbaidjana Hümmet va intentar negociar la disputa proposant que les armes retirades de la Divisió Salvatge es transferiren a la seua custòdia. Shaumián concordava amb aquesta proposta. Però a la vesprada del 31 de març, quan uns representants musulmans van aparéixer davant del liderat soviètic de Bakú per a agafar les armes, s'escoltaren tirs a la ciutat i el comissari soviètic Prokofy Dzhaparidze es negà a subministrar armes i va informar el liderat dels Hümmet que el "Müsavat hi havia iniciat una guerra política." Tot i no estar establert qui hi va disparar el primer tir, els dirigents de la Comuna de Bakú van acusar els musulmans d'iniciar les hostilitats i, amb el suport de les forces Dashnak, van atacar els allotjaments musulmans. Més tard, Shaumián admeté que els bolxevics deliberadament utilitzaren un pretext per a atacar els seus oponents polítics:
| « | Havíem de rebutjar-los, i vam aprofitar l'oportunitat del primer intent d'atac armat contra la nostra unitat de cavalleria i vam llançar un atac al llarg de tot el front. Gràcies als esforços del Comitè Soviètic i Militar Revolucionari local de l'Exèrcit del Caucas, que s'havia traslladat ací (de Tbilisi a Sarekmesh), ja teníem forces armades: uns 6.000 soldats. El Dashnaktsutyun també disposava d'entre 3.000 i 4.000 forces nacionals, que estaven a la nostra disposició. La participació d'aquestes últimes va donar a la guerra civil, fins a un cert punt, el caràcter d'una massacre ètnica; tanmateix, era impossible evitar-ho. Ho estàvem intentant deliberadament. Els pobres musulmans van patir greument, però ara s'estan unint als bolxevics i als soviets. Stepan Shahumyan. "Cartes 1896–1918". Erevan: Editorial Estatal d'Armènia, 1959, pàg. 63–67.</ref> | » |

El matí de l'1 d'abril del 1918, el Comité de Defensa Revolucionària del Soviet de Bakú va publicar un fullet amb el missatge:
| « | En vista del fet que el partit contrarevolucionari Musavat ha declarat la als Soviets de Diputats Obrers i Soldats i Mariners a la ciutat de Bakú i amenaçà l'existència del govern de la democràcia revolucionària, Bakú es declara en estat de setge. | » |

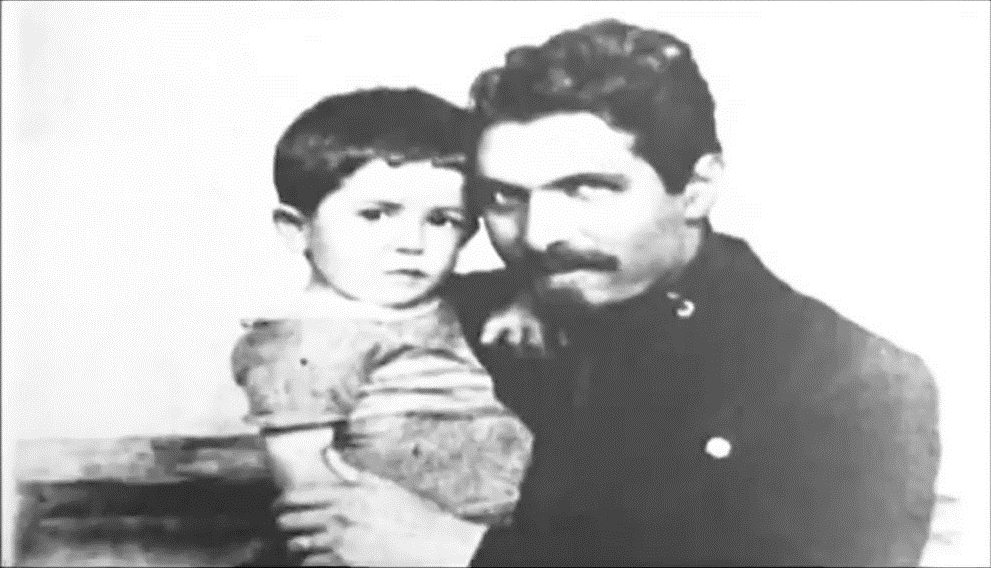
Al costat del seu fill Lev Shaumian

Els bolxevics tenien només prop de 6.000 soldats lleials i hagueren de cercar suport tant del musulmà Musavat com de l'armeni Dashnaktsutyun. El mateix Shaumián, armeni, va escollir-ne l'últim. Va considerar els fets de març un triomf del poder soviètic al Caucas.
Segons Firuz Kazemzadeh, el soviet de la ciutat provocà els fets de març per a eliminar el seu rival més formidable: el Müsavat. Tanmateix, quan els dirigents soviètics van buscar la Federació Revolucionària Armènia en recerca d'assistència contra els nacionalistes d'Azerbaidjan, el conflicte degenerà en una massacre amb els armenis matant els musulmans, independentment de les filiacions polítiques o la posició social i econòmica. Els càlculs del nombre d'àzeris i altres musulmans massacrats a Bakú i àrees veïnes varien entre 3.000 i 12.000.

El Comitè de Defensa Revolucionària va emetre una altra proclamació al començament d'abril del 1918, que insistia en un caràcter antisoviètic de la rebel·lió i culpava el Müsavat pels esdeveniments. La declaració dels soviètics afirmava que el Müsavat planejava curosament esfondrar el soviet de Bakú i establir-hi el seu règim:
| « | Els enemics del poder soviètic a Bakú han aixecat el cap. La malícia i l'odi amb què miraven l'òrgan revolucionari d'obrers i soldats ha començat recentment a revertir en una activitat contrarevolucionària oberta. L'aparició del personal de la Divisió Salvatge, liderat per un Talyshkhanov sense màscara, els esdeveniments de Lenkoran, Mugan i Shemakha, la captura de Petrovsk pel regiment del Daguestan i la retenció d'enviaments de gra des de Bakú, les amenaces a Elisavetpol i, en els últims dies, a Tiflis, de marxar sobre Bakú contra el poder soviètic, els moviments agressius del tren blindat del Comissariat de Transcaucàsia a Adzhikabul, i finalment, el comportament escandalós de la Divisió Salvatge al vaixell de vapor "Evelina" disparant contra els camarades: tot això parla dels plans criminals dels contrarevolucionaris, agrupats principalment al voltant del partit Bek Musavat, que pretenien enderrocar el poder soviètic. | » |

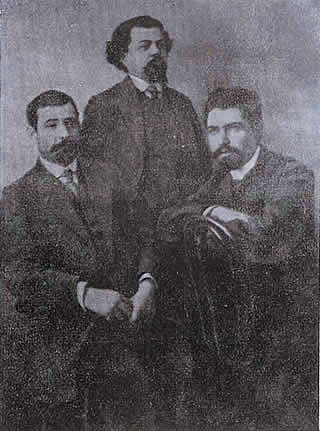
Shaumián a la dreta

Menys de sis mesos després, el setembre, l'Exèrcit de l'Islam liderat pels otomans de Nuri Killigil, ajudat per les forces àzeris locals, recapturà Bakú i va matar prop de 10.000 a 20.000 armenis.
Els bolxevics van entrar en conflicte amb el Dashnak i els menxevics per la implicació de les forces britàniques, a les quals els dos darrers van acollir. En ambdós casos, Shaumián estava sota ordres directes de Moscou per a rebutjar l'ajut ofert pels britànics. Tanmateix, va entendre les conseqüències de no acceptar l'ajut britànic, incloent-hi una massacre més d'armenis pels turcs. El major Ranald MacDonell, diplomàtic amb experiència i vicecònsol britànic a la ciutat, fou l'encarregat de convéncer Shaumián a reconsiderar el suport britànic.

### Conspiracions

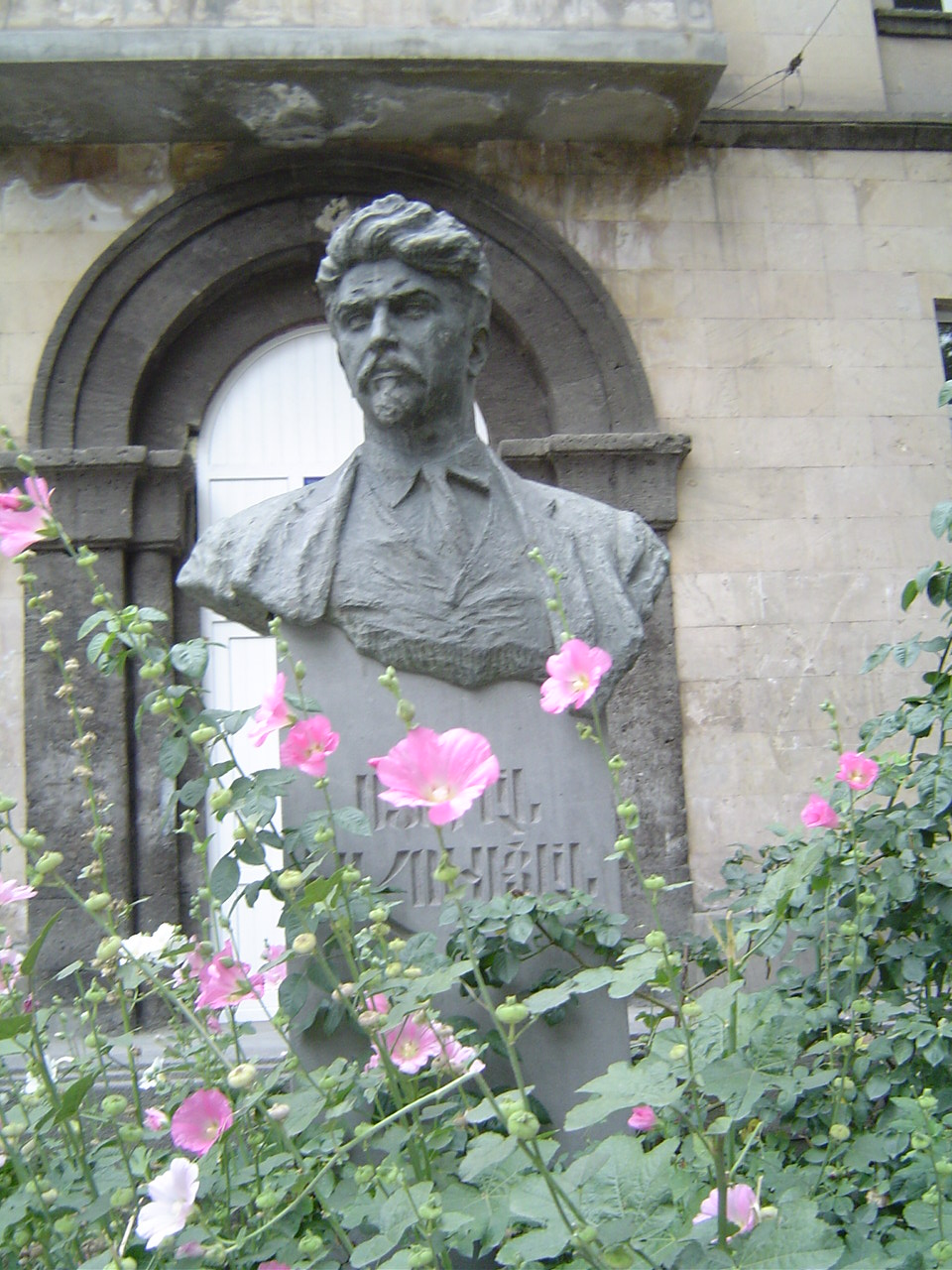
Bust de Stepán Shaumián davant de l'Escola Stepan Shahumyan núm. 1 d'Erevan, Armènia

Durant l'estiu, MacDonell visità personalment la casa de Shaumián a Bakú i els dos enraonaren sobre la qüestió de la implicació militar britànica en una conversa prou amistosa. Shaumián parlà del que la implicació britànica implicaria: "El seu general Dunsterville [cap de la força militar esperant ordres per a entrar a Bakú] ha vingut a Bakú per a expulsar-nos?" MacDonell li va assegurar que Dunsterville, per ser militar, no reivindicava gens de participació política en el conflicte, estava només interessat a ajudar-lo a defensar la ciutat. No convençut, el polític rus va respondre: "I vosté realment pensa que un general britànic i un comissari bolxevic serien bons socis... En absolut! Organitzarem la nostra pròpia força per a lluitar contra els turcs."
Shaumián tenia la impressió que els bolxevics aviat enviarien reforços de la mar Càspia per a ajudar-lo, tot i que aquesta perspectiva fos altament improbable. Ell hi havia enviat telegrames a Moscou exaltant les habilitats de combat de les seues unitats armènies, advertint, però, que també aviat serien incapaces de detenir l'avanç de l'exèrcit d'Enver. Amb això, la conversa d'ambdós acabà amb la possibilitat d'acceptar l'ajut britànica en pac del control bolxevic sobre la força militar, termes que els britànics no acceptaren pas de seguida.
Les relacions entre l'Ajuntament de Bakú i els britànics aviat arribà a un punt d'inflexió quan Gran Bretanya va decidir revertir el suport als bolxevics. La intransigència de Shaumián li'n costà el suport. MacDonell fou informat per un oficial britànic: "la nova política dels governs britànic i francés era ajudar les forces antibolxevics.... Poc importava si eren tsaristes o socialrevolucionàries".
Els dies anteriors, unes persones havien visitat el diplomàtic, i havien demanat la retirada del suport britànic a Shaumián. Molts van al·legar ser exoficials tsaristes i oferien els seus serveis per a rebel·lar-se contra els bolxevics, tot i que el diplomàtic sospitava que eren agents treballant en nom dels bolxevics.

### Expulsió
El 26 de juliol del 1918, els bolxevics foren derrotats en una votació del Soviet de Bakú. El suport a Shaumián va disminuir i molts dels seus seguidors l'abandonaren. Irritat pel resultat de la votació, anuncià que el seu partit es retiraria del Soviet i de Bakú: "Amb dolor en el cor i malediccions als llavis, nosaltres, que vam venir ací per a morir pel règim soviètic, som forçats a partir."
S'hi formà un nou govern dirigit principalment per russos, conegut com a Dictadura de la Càspia Central (Diktatura Tsentrokaspiya), quan les forces britàniques sota el comandament del general Lionel Dunsterville envaïren la ciutat el mateix dia. 

## Presó i mort

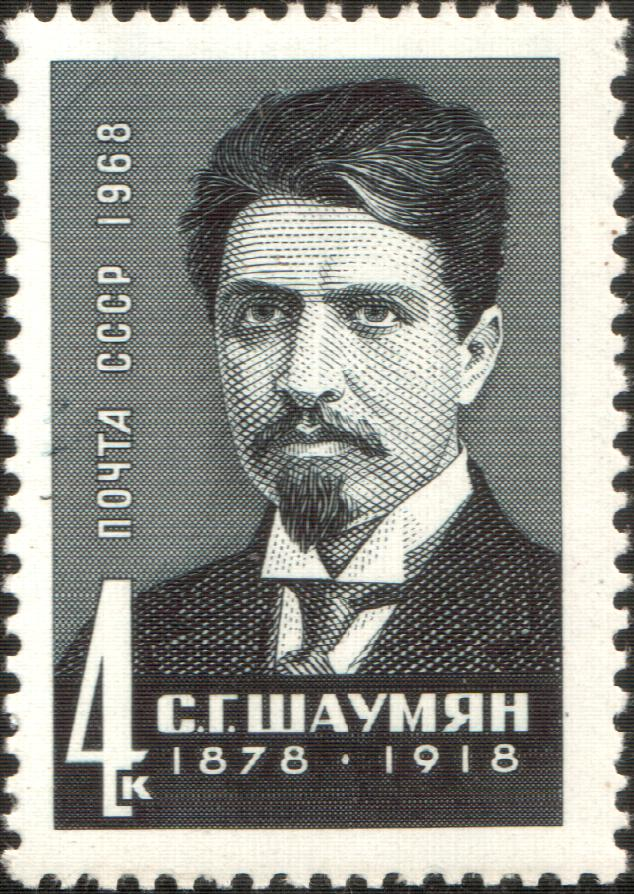
Un segell postal de l'URSS en homenatge a Stepán Shaumián, del 1968

El 31 de juliol del 1918, els 26 comissaris de Bakú van intentar evacuar les tropes armades bolxevics navegant pe la mar Càspia fins a Astracan, però els vaixells foren capturats el 16 d'agost per les naus militars de la Dictadura de la Càspia Central. Els comissaris van ser arrestats i empresonats a Bakú. El 28 d'agost, Shaumián i els seus companys foren elegits in absentia per al Soviet de Bakú. El 14 de setembre, enmig de la confusió quan Bakú va caure sota les forces turques, ell i els seus companys comissaris escaparen o van ser alliberats. En la versió més acceptada dels fets, un grup de bolxevics dirigit per Anastàs Mikoian va envair la presó i el va alliberar. Ell i els altres comissaris embarcaren cap a Krasnovodsk, on, en arribar, fou arrestat per elements antibolxevics dirigits pel comandant Kuhn. Kuhn llavors sol·licità noves ordres de la "Comissió d'Asgabat", dirigida pel socialista revolucionari Fiodor Funtikov.
Tres dies després, el general britànic Wilfrid Malleson, en saber que era a la presó, va contactar l'oficial d'enllaç de Gran Bretanya a Asgabate, Reginald Teague-Jones, perquè els comissaris fossen lliurats a les forces britàniques a Mashad per a ser ostatges en pac de ciutadans britànics mantinguts pels soviètics. Aqueix mateix dia, Teague-Jones va comparéixer a la reunió del Comité a Asgabat, que va haver de decidir la destinació dels comissaris. Per alguna raó, el general britànic no comunicà pas la comanda de Malleson al Comité, i més tard va al·legar que ell havia eixit abans que se'n prengués cap decisió i no va descobrir fins a l'endemà que el comité decidiria donar ordres perquè els comissaris fossen executats. En la nit del 20 de setembre, Shaumián i els altres foren executats per un pelotó en un lloc remot entre les estacions de Pereval i Akhcha-Kuyma del Ferrocarril Transcaspià.
El 1956, el The Observer publica una carta escrita per un oficial de l'estat major britànic que relatava una conversa que tingué amb Malleson, llavors malalt de malària, sobre el que se'ls degué fer als comissaris. Malleson li va respondre que, com que l'afer no implicava els britànics, ells no s'hi havien d'amoïnar. El telegrama enviat deia a les autoritats que detinguessen els comissaris i que se'n lliurassen "com volguessen". Malleson, però, va expressar el seu horror quan va saber el destí que van rebre els comissaris.

## Reenterrament
El gener del 2009, la demolició del memorial commemoratiu per als 26 Comissaris de Bakú aviat va ser conclosa per les autoritats de la ciutat. Açò va irritar a Armènia, perquè el poble armeni creia que el nou soterrar estava motivat per la reluctància dels àzeris a enterrar els armenis al centre de la seua capital, a causa de la Guerra de l'Alt Karabakh.Hi hagué un escàndol quan la premsa d'Azerbaidjan informà que s'havien trobat soterrats 21 cossos al parc, mentre que "Shaumián i altres quatre comissaris armenis pogueren escapar dels assassins". Fou rebatut per la seua neta Tatiana, que viu ara a Moscou, que va dir al diari rus Kommersant que això era absurd:
| « | És impossible creure que no els soterraren tots. Hi un un film als arxius de 26 cossos enterrats. A més, la meua àvia estigué present al soterrar. | » |

## Llegat

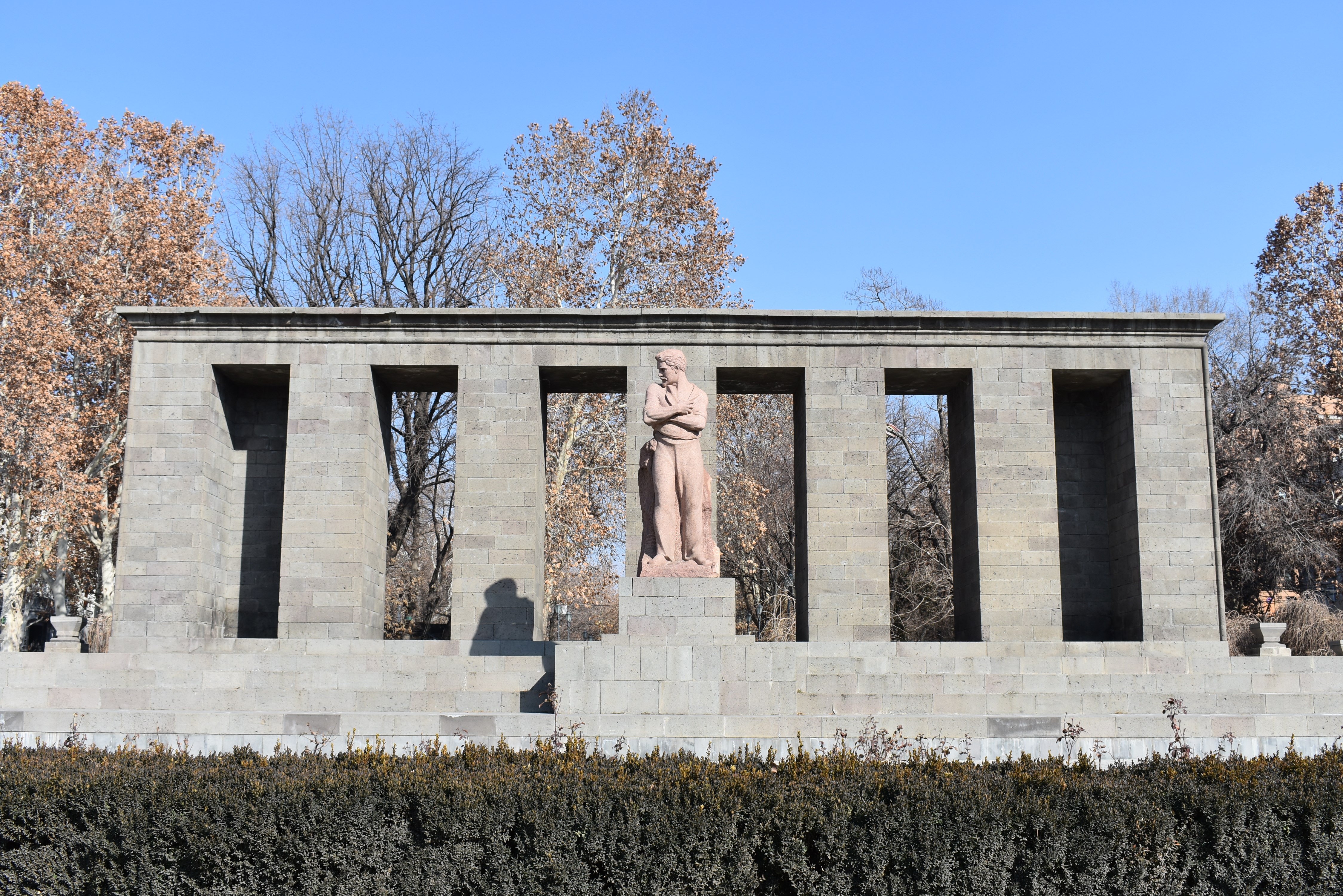
Estàtua a Yerevan

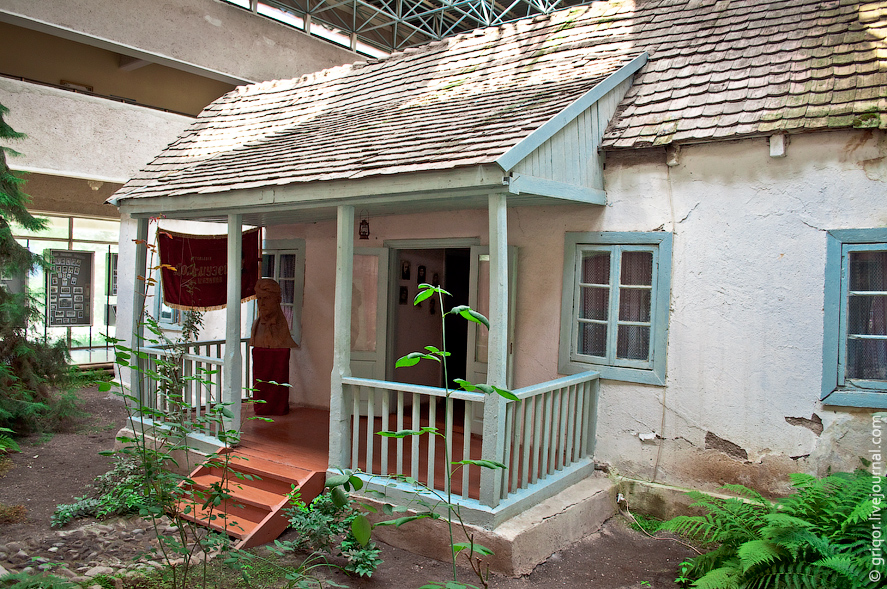
Casa museu de Shaumián a Stepanavan

Després de la mort de Shaumián, el govern soviètic la va descriure com la d'un heroi caigut de la Revolució Russa. La seua relació propera a Lenin també radicalitzà les tensions entre els britànics i els soviètics, que acusaven els britànics de complicitat en la massacre.
| «                                                                            | I hui diem amb orgull i amor, que el gran fill del poble armeni Stepan i també fill del poble àzeri, de tots els pobles de la Transcaucàsia, de tots els pobles multinacionals i soviètics units. | » |
| — Heydar Aliyev, dirigent de la República Socialista Soviètica d'Azerbaidjan | |   |

Al llarg de l'existència de la Unió Soviètica, Canquendi, a la regió de l'Alt Karabakh a Azerbaidjan soviètic fou reanomenat Stepanakert, en el seu homenatge. El 1992, la ciutat de Kalaloghli a l'Armènia Soviètica fou renomenada com a Stepanavan en homenatge al dirigent bolxevic, un nom que s'ha mantingut en l'Armènia postsoviètica. Alguns carrers de Lípetsk, Iekaterimburg, Stàvropol i Rostov del Don (Rússia), una avinguda a Sant Petersburg, duen el nom de Shaumián en homenatge. Una estàtua d'ell inaugurada el 1931 roman en Yerevan, capital d'Armènia. 